# Dalbergia hostilis
Dalbergia hostilis är en ärtväxtart som beskrevs av George Bentham. Dalbergia hostilis ingår i släktet Dalbergia, och familjen ärtväxter. Inga underarter finns listade i Catalogue of Life.